# Суй шу
Суй шу (кит. трад. 隋書, упр. 隋书, пиньинь Suīshū) — официальная историческая хроника китайской династии Суй, одна из 24 книг Династийных историй императорского Китая. Составлена по заказу династии Тан группой историков под руководством Вэя Чжэна в 636 году.

## Авторы и создание
Основными редакторами были Вэй Чжэн, Чан сун Уцзи, Янь Шигу и Кун Инда. Император Тайцзун династии Тан в 629 году поручил Фану Сюанлину курирование изложения. Окончательное завершение первого корпуса из 85 цуаней произошло в 636 году .

## Структура
Suishu оформлен по традиционной 断代纪传体 схеме:
- «Имперские анналы» (帝紀): 5 цуаней, хроника правления императора Гаоцзу, Ян-ди и его сына ;
- «Чжи» (志): 30 монографий, вышедших отдельным изданием в 656 году, охватывающие всю историю Северных и Южных династий ;
- «Биографии» (列傳): детальные жизнеописания важных персон династии Суй ﹣ чиновников, мятежников, ученых.

Особое историческое значение имеют «Чжи»: включая аннотации к трактатам XI веков, музыкальные, календарные, географические, экономические и библиографические разделы. Суишу — последняя большая династийная история с такой библиографической секцией после «Книги Хань» .